# Umberto Monterin
Umberto Monterin (Gressoney-La-Trinité, 20 dicembre 1887 – Torino, 4 gennaio 1940) è stato un climatologo e glaciologo italiano che ha apportato rimarchevoli contributi allo studio della geografia e della geologia delle Alpi e in particolare dello studio delle variazioni climatiche e dei ghiacciai.

## Biografia

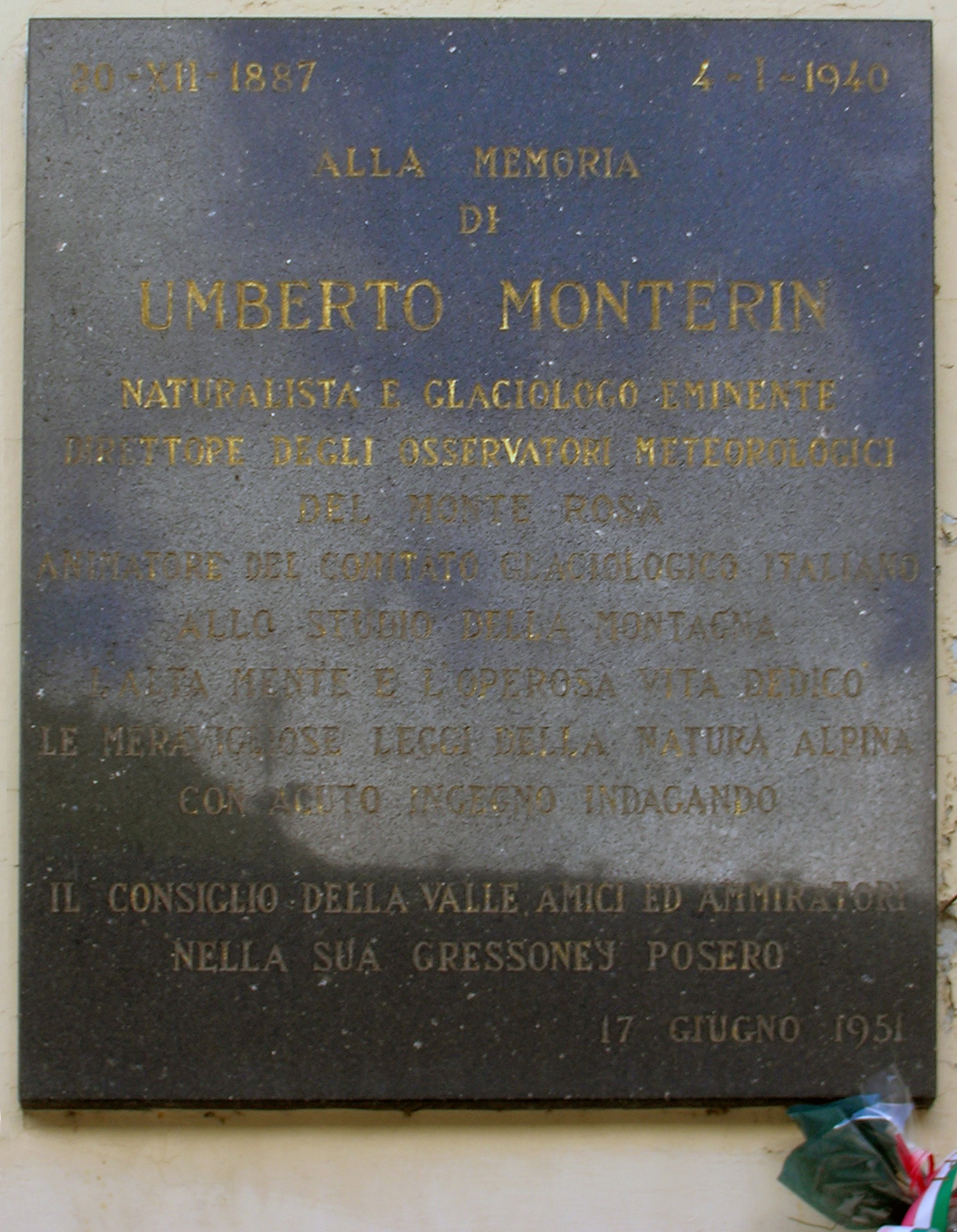
Lapide commemorativa di Umberto Monterin a Gressoney-La-Trinité.

Nato in una famiglia walser nel villaggio di D'Ejola, a Gressoney-La-Trinité, divenne, dopo gli studi di scienze naturali a Torino, un geografo e glaciologo. Nel 1925, Monterin fu nominato direttore dell'osservatorio meteorologico e geofisico del Monte Rosa. In seno a detto istituto raccolse una grande quantità di dati storici, meteorologici strumentali sulla montagna. La parte più innovativa delle sue ricerche fu l'esplorazione delle relazioni tra le variazioni dei ghiacciai e il clima. Un tale legame fu analizzato attraverso lo studio delle temperature e delle precipitazioni. Sono anche notevoli le esperienze del Monterin ad alta quota sull'ablazione e la condensazione. Fu segretario del Comitato di Glaciologia italiano (CGI) e direttore di numerose campagne di glaciologia.
Compì nel 1934 un viaggio d'esplorazione nel Sahara (parte nord-orientale del Tibesti) dove nelle grotte trovò i resti di epoche dal clima meno arido.